# Shun’ya Andō
Shun’ya Andō (japanisch 安藤 駿冶 Andō Shun’ya; * 25. Oktober 1991 in der Präfektur Aichi) ist ein japanischer Fußballspieler.

## Karriere
Andō erlernte das Fußballspielen in der Jugendmannschaft von Nagoya Grampus und der Universitätsmannschaft der Tokai-Gakuen-Universität. Seinen ersten Vertrag unterschrieb er 2014 bei Fujieda MYFC. Der Verein spielte in der dritthöchsten Liga des Landes, der J3 League. Für den Verein absolvierte er 11 Ligaspiele. Im August 2014 wechselte er auf Leihbasis bis Saisonende 2024 zum Viertligisten FC Maruyasu Okazaki. Für den Verein aus Okazaki bestritt er vier Ligaspielen. Nach der Ausleihe wurde er vom FC Maruyasu Okazaki fest unter Vertrag genommen. Nach insgesamt 90 Viertligaspielen wechselte er im Februar 2020 zum Regionalligisten Rivielta Toyokawa. Mit dem Verein spielte er zweimal in der Tokai Soccer League (Div.2). Seit dem 1. Februar 2022 ist Andō vertrags- und vereinslos.